# متلازمة ليشكي
متلازمة ليشكي هي حالةٌ طبيةٌ يحدث فيها تأخرٌ بالنمو مع إعاقةٍ ذهنيَّة. قد تحدث أعراضٌ أخرى لهذه المتلازمة، وتتضمن السكري، ونقص تنسج الأعضاء التناسلية، وفرط نشاط الغدة الدرقيَّة. سميت نسبةً إلى طبيب الباطني الألماني إريك ليشكي [الإنجليزية].

## روابط خارجية
- synd/1418 على قاموس من سمى هذا؟